# Ruben Schott
Ruben Schott (ur. 8 lipca 1994 w Berlinie) – niemiecki siatkarz, reprezentant kraju, grający na pozycji przyjmującego. 

## Sukcesy klubowe

### młodzieżowe
Mistrzostwa Niemiec Kadetów:
- 2009

Mistrzostwa Niemiec Juniorów:
- 2011

### seniorskie
Mistrzostwo Niemiec:
- 2014[1], 2016, 2017, 2022[2], 2023[3], 2024[4], 2025[5]

Puchar Niemiec:
- 2016, 2023[6], 2024[7], 2025[8]

Puchar CEV:
- 2016

Superpuchar Niemiec:
- 2021, 2022[9], 2023[10], 2024[11]

## Sukcesy reprezentacyjne
Mistrzostwa Europy:
- 2017

## Nagrody indywidualne
- 2016: MVP Pucharu Niemiec
- 2016: MVP Superpucharu Niemiec